# Белуга (судно)
Белуга (немецкое — Beluga) — небольшое судно, используемое немецким подразделением Гринпис, было построено в 1960 году. В 1984—1985 году было переделано под нужды Гринпис и с тех пор используется для экологического мониторинга.
В 2004 году судно было заменено обновленной версией «Белуга 2».